# Ophiodothella sydowii
Ophiodothella sydowii är en svampart som beskrevs av Petr. 1948. Ophiodothella sydowii ingår i släktet Ophiodothella och familjen Phyllachoraceae.   Inga underarter finns listade i Catalogue of Life.